# Proisotomurus lapidosus
Proisotomurus lapidosus är en urinsektsart som beskrevs av John Tenison Salmon 1949. Proisotomurus lapidosus ingår i släktet Proisotomurus och familjen Isotomidae. Inga underarter finns listade i Catalogue of Life.